# Bladfris

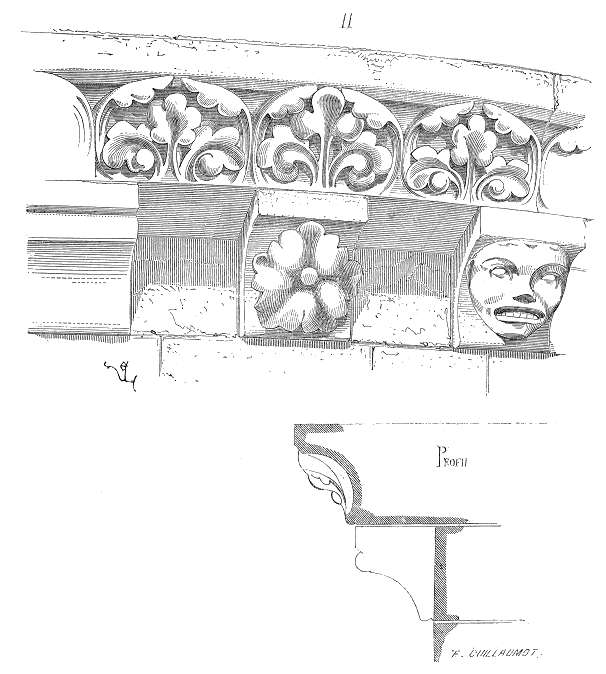
Bladfris

En bladfris är en fris med stiliserade bilder av rankor och blad. Vanligt i den gotiska och romanska arkitekturen och i jugend.